# NGC 3432
NGC 3432 est une galaxie spirale barrée relativement rapprochée et de type magellanique que l'on voit  par la tranche. Elle est située dans la constellation du Petit Lion. NGC 3432 a été découverte par l'astronome germano-britannique William Herschel en 1787.

## Caractéristiques
La classe de luminosité de NGC 3428 est V et elle présente une large raie HI. Elle renferme également des régions d'hydrogène ionisé et c'est aussi une galaxie LINER, c'est-à-dire une galaxie dont le noyau présente un spectre d'émission caractérisé par de larges raies d'atomes faiblement ionisés.

### Distance
La vitesse de NGC 3432 par rapport au fond diffus cosmologique est de 881 ± 19 km/s, ce qui correspond à une distance de Hubble de 13,0 ± 1,0 Mpc (∼42,4 millions d'al)
À ce jour, 13 mesures non basées sur le décalage vers le rouge (redshift) donnent une distance de 11,718 ± 4,240 Mpc (∼38,2 millions d'al), ce qui est à l'intérieur des valeurs de la distance de Hubble. Puisque cette galaxie est relativement rapprochée du Groupe local, il est probable que cette valeur soit plus près de la distance réelle de NGC 3432. Notons que c'est avec la valeur moyenne des mesures indépendantes, lorsqu'elles existent, que la base de données NASA/IPAC calcule le diamètre d'une galaxie.

### Luminosité dans l'infrarouge
La luminosité de la galaxie NGC 3432 dans l'infrarouge lointain (de 40 à 400 µm)  est égale à 1,91 × 109 {\displaystyle L_{\odot }} (109,28{\displaystyle L_{\odot }}) et sa luminosité totale dans l'infrarouge (de 8 à 1 000 µm) est de 2,19 × 109 {\displaystyle L_{\odot }} (109,34{\displaystyle L_{\odot }}).

## Paires de galaxies en interaction

Image captée par le télescope spatial Hubble.

En compagnie de la galaxie PGC 32617 (UGC 5983), elle figure dans l'atlas des galaxies particulières de Halton Arp sous la cote Arp 206. Arp ne mentionne rien au sujet de cette paire, sauf qu'elle figure dans le catalogue des galaxies en interaction Vorontsov-Velyaminov sous le désignation VV 11.

## La supernova SN 2000ch
SN 2000ch a d’abord été détecté en mai 2000 par le programme LOSS (Lick Observatory Supernova Search) à une magnitude de 17,4. On pensait alors qu’il s’agissait d’une nova située dans notre galaxie. Mais, parce que sa luminosité était supérieure à celle d’une nova, on a associé l’événement en supernova de type IIn. Finalement, l’étude de son spectre a montré qu’il s’agissait plutôt d’une explosion similaire à celle produite par l’étoile super massive Êta de la Carène et qu’elle était située à une distance semblable à la galaxie NGC 3432.